# I Want to Break Free
«I Want to Break Free» (с англ. — «Я хочу освободиться») — песня английской рок-группы Queen из альбома The Works. Написана Джоном Диконом. Песня вышла в качестве сингла с песней «Machines (or ‘Back to Humans’)» на стороне «Б». Сингл получил серебряную сертификацию.
Песня во многом известна благодаря своему видеоклипу, для которого все музыканты группы переоделись в женские одежды, пародируя самый длинный сериал Великобритании «Coronation Street». Несмотря на это, песня стала гимном Африканского Национального Конгресса.

## Песня
Песню написал Джон Дикон в 1983 году, под впечатлением от мужских взглядов на женское либеральное движение.

### Состав песни
Существует три версии песни: альбомная, сингловая и удлинённая.

#### Альбомная версия
Альбомная версия песни длится 3 минуты 20 секунд. Композиция начинается с шестисекундного исполнения основного ритма. Ритм формируется ударными Ludwig, акустической гитарой Gibson, бас-гитарой Fender, а также электрогитарой Fender Telecaster. Этот ритм продолжается почти всю песню, прерываясь лишь во время исполнения первой строчки песни. Первый куплет заканчивается на 37-й секунде, и сразу начинается второй. По своей структуре он практически не отличается от первого — короче на одну строчку. В конце второго куплета (1:03) начинается партия гитары Red Special, но на отрезке 1:15 — 1:17 её сменяет более высокая партия синтезатора. После второго куплета следует третий, более длинный. На 1:33 начинается синтезаторное соло, которое имитирует звучание медных духовых инструментов, также периодически вступает гитара. Непродолжительное время после соло звучат тарелки, а на второй минуте начинается последний куплет. Вместе с куплетом играется партия синтезатора, в конце куплета — гитара Fender Stratocaster. На строчке «I’ve got to break free» музыка на мгновение останавливается. В конце песни ритм постепенно затихает.
Эта версия песни была выпущена только в альбоме The Works (и на всех бокс-сетах, куда входил альбом), а также на некоторых синглах.

#### Версия сингла
Версия сингла длится 4 минуты 21 секунду. Она отличается от альбомной наличием вступления и более длинным соло синтезатора. Вступление начинается с игры на синтезаторе, иногда звучат тарелки. На 19-й секунде синтезатор играет, имитируя клавишные, ему аккомпанируют Red Special и ударные. На 40-й секунде начинается первый куплет, и до 2:33 песня не отличается от альбомной версии; после продолжается соло синтезатора, партия которого взята из четвёртого куплета. Далее версия идентична альбомной.
Эта версия песни выходила почти на всех синглах и сборниках группы (а также на бокс-сетах, в которые входили эти сборники).

#### Удлинённая версия
Удлинённая версия (англ. Extended version) длится 7 минут 16 секунд. Она отличается от сингловой версии более длинным вступлением, в которое включена вторая часть соло, и более продолжительной концовкой, продлённой до 6:04. Под конец этой части перестают играть сначала электрогитара, потом бас-гитара. После 6:04 играются другие песни группы из альбома The Works. Это (по порядку исполнения): «Radio Ga Ga», «It’s a Hard Life», «Man on the Prowl», «Machines ('or Back to Humans')», «Keep Passing the Open Windows», «Hammer to Fall», «Tear It Up» и «Is This the World We Created…?».
Удлинённая версия выходила в виде 12-дюймовых синглов, а также на переизданном на компакт-диске альбоме The Works в 1991 году.

### Сюжет песни
Основная мысль песни заключается в её названии — лирический герой «хочет вырваться на свободу» (англ. I want to break free), «хочет уйти от лжи» (англ. I want to break free from your lies), и, обращаясь к человеку, говорит, что этот человек ему уже не нужен (англ. I don’t need you). Далее герой говорит, что он «влюбился» (англ. I’ve fallen in love), но теперь «не может от этого избавиться» (англ. I can’t get over the way you love me like you do). В последнем куплете лирический герой говорит, что теперь он «должен быть свободным» (англ. I’ve got to break free), потому что «не может и не хочет быть один» (англ. I don’t want to live alone). Песня заканчивается, как и начиналась до этого, словами, что главный герой «хочет вырваться на свободу» (англ. I want to break free).

### Музыкальные инструменты
- Джон Дикон — бас-гитара Fender, электрогитары Fender Telecaster и Fender Stratocaster, акустическая гитара Gibson и синтезаторы Kurzweil модели K250 и Oberheim модели OB8[12]
- Брайан Мэй — электрогитара Red Special[12]
- Роджер Тейлор — ударные Ludwig[12]
- Фредди Меркьюри — синтезатор Oberheim модели OBX-a[12]
- Фред Мандел — синтезатор Roland модели Jupiter 8[12]

Кроме того, в песне использовалась деревянная коробочка.

### Другие релизы
Помимо альбома и сингла, песня выходила ещё и в других сборниках песен группы. Это Greatest Hits II, Jewels II и Box of Tricks. Кроме этого, песня выходила в составе других альбомов на бокс-сетах The Complete Works, Greatest Hits I & II, The Crown Jewels и The Platinum Collection.

## Живые исполнения

Меркьюри на концерте в Японии.

Сразу после выхода альбома The Works, песня была включена в треклист живых выступлений и исполнялась практически на каждом концерте группы.
Партию синтезатора на всех концертах играл Спайк Эдни, и песня на всех концертах всегда начиналась с его вступления. Меркьюри появлялся, только когда вступали басы с ударными. Он часто появлялся в костюме из видеоклипа песни — в пышном парике, в розовой блузке и с накладной грудью. Постепенно, по ходу песни, он избавлялся от этих вещей. На концертах игралось только начало соло, и играл его Мэй на своей гитаре Red Special. Некоторые строчки песни пели зрители. Слова «God Knows» пела вся группа.
Песня игралась и на концерте The Freddie Mercury Tribute Concert. Песню исполнила британская певица Лиза Стэнсфилд. Она вышла на сцену с пылесосом, похожим на тот, который появился в клипе песни. Кроме того, она появилась с причёской Хильды Огден (англ. Hilda Ogden), одной из главных героинь сериала «Coronation Street».
Песня была включена во многие концерты проекта Queen + Paul Rodgers. Вокальную партию исполнял Пол Роджерс, а на бас-гитаре играл Денни Миранда, Спайк Эдни продолжал играть на синтезаторе. Песня исполнялась почти так же, как и в 80-х, только в конце Роджерс немного распевался со зрителями.
Запись песни выходила в концертных альбомах Live Magic, Live at Wembley ’86, 46664 и Return of the Champions. Кроме того, песня исполнялась на концертах, которые потом вышли в качестве видео группы. Это Live in Rio, Queen at Wembley, Final Concert Live in Japan, The Freddie Mercury Tribute Concert, We Are the Champions: Final Live in Japan, 46664 — the Event, Queen — Live in Budapest 1986 и Return of the Champions.

## Видеоклип
Видеоклип к песне снял режиссёр Дэвид Мэллет. Съёмки клипа проходили 22 марта и 4 мая 1984 года на студии «Limehouse Studios», на них было затрачено 100 тыс. £. Для клипа использовалась сингловая версия песни. Это один из самых знаменитых клипов группы. Он в основном известен тем, что в нём используются декорации известного британского сериала «Coronation Street», а музыканты группы облачены в костюмы домохозяек и школьниц — женских персонажей сериала. Из-за этого клип был запрещён к показу по американскому каналу MTV, однако хорошо воспринят в Великобритании. Кроме того, в клипе Меркьюри появился в образе Вацлава Нижинского, играющего в балете «Послеполуденный отдых фавна». Видеоклип вошёл в сборники клипов The Works Video EP, Greatest Flix II, Box of Flix, Greatest Hits, Greatest Video Hits 2. Кадры из видео использовались в клипе к песне «The Show Must Go On».

### Вступление и первый куплет

Группа, переодетая в женские одежды персонажей «Coronation Street», слева направо: Роджер Тейлор, Брайан Мэй, Фредди Меркьюри и Джон Дикон.

В первой части клипа музыканты предстают перед зрителями в женских костюмах. Эта идея принадлежит Роджеру Тейлору. Он прокомментировал это так: «Группа снимала серьёзные, эпические клипы до этого, и теперь они хотели немного пошутить и показать, что могут смеяться над собой». В клипе Меркьюри изображает домохозяйку, которая хочет «освободиться» от своей привычной жизни. Мэй также исполняет роль домохозяйки, но его персонаж куда более умиротворенный. Дикон предстает перед зрителем в образе консервативной пожилой женщины, а Тейлор играет роль школьницы, которая так же, как и Меркьюри, хочет другой жизни.
В начале клипа (во время вступления) показываются кирпичные здания (такие дома присутствуют и в сериале «Coronation Street»), после чего местом действия становится спальня Мэя, где гитарист просыпается от горящего будильника Goblin teasmade, выключает его и встаёт с кровати. Он одет в розовую сорочку, носки и домашние тапочки того же цвета.
Далее действие переносится в гостиную и кухню дома. Из кухни выходит Меркьюри, который держит в руках пылесос. На вокалиста надет пышный чёрный парик, розовый свитер без рукавов, чёрная кожаная мини-юбка, черные чулки с поясом и женские туфли. Кроме того, к груди певца пристегнута накладная грудь.
Далее показывается Мэй, который спускается по лестнице и идёт на кухню. Он проходит возле Дикона, сидящего на диване, который одет в чёрный плащ, перчатки, шляпку и седой парик. Он читает газету, постоянно фыркая и качая головой.
На кухне показывается Тейлор в пышном парике блондинки, женской рубашке, серой мини-юбке, цветном галстуке и соломенной шляпке за спиной. Он стоит у раковины и моет посуду.
В первом куплете Меркьюри поёт о том, что «хочет вырваться на свободу», после чего на словах «God Knows» показывается Тейлор, который подпевает вокалисту. Когда же строчка повторяется, Меркьюри открывает чулан под лестницей и действие клипа переносится в следующую локацию.

### Второй и третий куплеты

Группа во время исполнения второго куплета песни.

Во время второго куплета действие клипа переносится в тёмное место, где вся группа, уже в мужских костюмах (за исключением полуголого Меркьюри, одетого только в брюки и ботинки), поёт песню. Во время третьего куплета Меркьюри один поёт песню в тёмной пещере, двигаясь под музыку.
Когда Меркьюри открывает дверь чулана из первой части (см. выше), там оказывается место действия этого отрезка видеоклипа. Музыканты стоят в центре огромного тёмного зала, а вокруг них стоит множество человек в чёрных одеждах. На головах у них есть шахтёрские каски с фонарями. Они синхронно двигаются под музыку. Камера весь второй куплет приближается к музыкантам. Они стоят так же, как в клипе к песне «Bohemian Rhapsody». Поёт один Меркьюри; Дикон, Мэй и Тейлор только стоят с опущенными головами. На словах «God Knows» они поднимают головы и вместе поют эти слова. Допевает куплет один Меркьюри, который уже показан крупным планом.
Во время третьего куплета, Меркьюри один оказывается в пещере и стоит у её входа. Со словами «When I walk out that door» (с англ. — «Когда я выхожу из этой двери») он отходит от входа и начинает петь возле большого белого ящика. Когда куплет заканчивается, Меркьюри прячется за него, и со вспышками яркого света заканчивается вторая часть видеоклипа.

### Синтезаторное соло

Фредди Меркьюри (наверху), изображающий Вацлава Нижинского.

В этой части Меркьюри появляется в образе фавна Нижинского. Он исполняет некоторые хореографические номера с Лондонским королевским балетом. Специально для этих сцен Меркьюри надел пятнистое трико, сбрил свои знаменитые усы и сделал себе заострённые уши. Хореограф клипа Уэйн Иглинг позже сказал: «Во время съёмок Меркьюри работал, как профессионал высшей пробы. У Фредди давно засел в голове образ фавна Нижинского, играющего на дудочке. Съёмки отняли много сил, особенно эпизод, где он перекатывался через танцоров. Но ему нравился сам процесс съёмок. С ним было очень легко работать, и он ко всему относился с большой ответственностью. Фредди был блестящим профессионалом».
С началом соло белый ящик, из предыдущей части видеоклипа, со взрывом пиротехники разваливается, и внутри него оказывается большой камень с пятью людьми на нём. Наверху сидит Меркьюри с медной дудкой, вокруг него двое мужчин и две женщины, они одеты в такие же пятнистые трико, кроме того, у мужчин такая же причёска, что у Меркьюри, а у женщин она очень пышная. Певец делает вид, что играет на дудке, вместо него звучит синтезатор. Потом он отдаёт дудку людям вокруг него. В следующем эпизоде Меркьюри лежит на камне, возле него множество гроздей красного и белого винограда. К нему подбегают трое мужчин и две женщины и рассаживаются вокруг певца.
Во второй части синтезаторного соло место действия чуть передвигается и появляется больше танцоров. В начале Меркьюри проносят на вытянутых руках над головами танцоры, стоящие в ряд. Рядом, вдоль этого ряда, один танцор тянет по полу двух балерин, находящихся в полушпагате. В следующем эпизоде один из мужчин вращает балерину, поднявшую ногу вверх. Далее вновь показывается Меркьюри, здесь он прыгает с камня в руки остальных танцоров. На следующих кадрах он ложится на лежащих танцоров, и они, катятся по полу, как валики конвейера, прокатывают Меркьюри, как по конвейерной ленте. В заключительном эпизоде Меркьюри стоит с одной из балерин, и в самом конце третьей части их затмевают клубы сухого льда.

### Четвёртый куплет
Со словами «But life still goes on» (с англ. — «Но жизнь всё равно продолжается») всё возвращается на свои места, и музыканты вновь оказываются в женских костюмах, правда интерьер комнат претерпевает некоторые изменения. Меркьюри поёт заключительный куплет, идя из кухни в гостиную и держа в руке жёлтую метёлку для пыли. В гостиной Мэй сидит в кресле, читая женские журналы, Тейлор сидит за столом, делая уроки, а Дикон по-прежнему читает газету. Слова «God Knows» поют Меркьюри и Тейлор. Допевая куплет, Меркьюри идёт вверх по лестнице. В заключение, когда второй раз поются слова «I’ve got to break free», действие переносится в тёмный зал из второго куплета, только теперь люди с фонариками двигаются беспорядочно. После следующей строчки по очереди показывается один музыкант группы, сначала Тейлор, затем Мэй, и напоследок Дикон. В конце Меркьюри пропевает последнюю строчку, камера отдаляется, и клип заканчивается.

## Сингл
Песня стала вторым синглом из альбома The Works, первым был сингл песни «Radio Ga Ga». Сингл вышел на 7- и 12-дюймовых пластинках, на 3- и 5-дюймовых компакт-дисках, а также на CD Video Архивная копия от 15 марта 2016 на Wayback Machine.

### 7-дюймовые пластинки
Сингл вышел на 7-дюймовых грампластинках в 16 странах. В большинстве стран на них была записана сингловая версия песни, кроме Бразилии, Испании и Аргентины, а также одной из версий сингла Великобритании. На сторону «Б» в большинстве случаев была записана альбомная версия песни «Machines (or ‘Back to Humans’)», только в США и Канаде там была инструментальная версия этой песни, а в Бразилии на вторую сторону была записана песня «It’s a Hard Life». Также у сингла был разный лейбл в зависимости от страны — в США и Канаде это была компания Capitol Records, в Японии Toshiba Records, а во всех остальных странах EMI Records. Кроме того, в Великобритании, США, Португалии и ЮАР одновременно продавалось сразу несколько одинаковых синглов, различающихся только обложками. Также в некоторых странах продавались особые издания сингла, например в Великобритании некоторое время продавался сингл без песни на стороне «Б», а в США на одном из изданий на вторую сторону была записана особая версия песни, длившаяся 3 минут 59 секунд. В Аргентине песня на сингле называлась «Quiero Ser Libre».

### 12-дюймовые пластинки
Сингл вышел на 12-дюймовых пластинках в 12 странах. На всех пластинках на сторону «А» была записана удлинённая версия песни, а на сторону «Б» песня «Machines (or ‘Back to Humans’)», кроме США, где на одной версии сингла была инструментальная версия песни, а в другом издании сингла альбомная версия песни «I Want to Break Free». В большинстве странах лейблом выступила компания EMI Records, только в США и Канаде это была Capitol Records.

### Компакт-диски
Песня также выходила в качестве сингла на 3- и 5-дюймовых компакт-дисках. В Великобритании на 3-дюймовый диск были записаны песни «I Want to Break Free» (альбомная версия), «Machines (or ‘Back to Humans’)» и «It’s a Hard Life», лейблом была компания Parlophone Records. В Германии вышел 5-дюймовый диск формата CD Video, на котором находились песни «I Want to Break Free» и «It’s a Hard Life», а также видеоклип «I Want to Break Free», лейблом выступила компания EMI Records.

## Обложки сингла
На обложках сингла находятся изображения музыкантов с обложки к альбому The Works. В странах, где сингл выходил на четырёх разных пластинках, на каждой грампластинке была одна фотография какого-либо музыканта. В остальных странах все четыре изображения помещались вместе. Обложки из разных стран различались цветами надписи «Queen. I Want to Break Free» (надпись могла быть красной, белой, золотой или чёрной) и цветом рамки (красный или белый). На обложке германского компакт-диска изображена группа с обложки к синглу «Radio Ga Ga». Обратная сторона обложек была одинаковой — полная фотография группы на красном фоне, только у синглов на компакт-дисках был белый фон и не было фотографии.

## Позиции в хит-парадах
Еженедельные чарты:
| Позиция | 18 | 05 | 03 | 03 | 03 | 04 | 05 | 09 | 15 | 22 | 28 | 41 | 50 | 64 | 70 |

| Позиция | 73 | 60 | 51 | 47 | 45 | 49 | 66 | 95 |

| Позиция | 31 | 18 | 07 | 02 | 01 | 01 | 02 | 02 | 04 | 08 | 15 | 25 |

| Позиция | 15 | 16 | 15 | 10 | 09 | 11 | 13 | 14 | 14 | 15 | 16 | 21 | 23 | 35 | 45 | 43 |

| Позиция | 01 | 01 | 02 | 02 | 02 | 05 | 10 |

| Позиция | 22 | 10 | 03 | 03 | 02 | 03 | 03 | 05 | 06 | 06 | 09 | 11 | 16 | 17 | 22 | 22 |

Годовые чарты:
| Хит-парад (1984)             | Позиция |
| ---------------------------- | ------- |
| Великобритания (Gallup Poll) | 23      |

## Использование песни
- Сюжет песни о «жажде вырваться на свободу» позволил ей стать гимном Африканского Национального Конгресса в конце 1980-х годов, когда Нельсон Мандела был ещё в тюрьме, а апартеид ещё присутствовал в ЮАР[8].
- Песня использовалась в рекламе напитка Coca-Cola в России в 1991 году[26].